# Лэе
Лэе́ (кит. упр. 乐业, пиньинь Lèyè) — уезд городского округа Байсэ Гуанси-Чжуанского автономного района (КНР). 

## История
Уезд был выделен из уезда Линъюнь в 1935 году.
После вхождения этих мест в состав КНР в конце 1949 года был образован Специальный район Байсэ (百色专区), и уезд вошёл в его состав. В декабре 1952 года в провинции Гуанси был создан Гуйси-Чжуанский автономный район (桂西壮族自治区), и Специальный район Байсэ вошёл в его состав, при этом уезды Линъюнь и Лэе были объединены в уезд Линлэ (凌乐县). В 1956 году Гуйси-Чжуанский автономный район был переименован в Гуйси-Чжуанский автономный округ (桂西僮族自治州). В 1958 году автономный округ был упразднён, а вся провинция Гуанси была преобразована в Гуанси-Чжуанский автономный район.
В 1962 году был расформирован уезд Линлэ и воссозданы уезды Линъюнь и Лэе.
В 1971 году Специальный район Байсэ был переименован в Округ Байсэ (百色地区).
Постановлением Госсовета КНР от 2 июня 2002 года округ Байсэ был преобразован в городской округ.

## Административное деление
Уезд делится на 4 посёлка и 4 волости.